# Truncatoflabellum vigintifarium
Truncatoflabellum vigintifarium är en korallart som beskrevs av Stephen D. Cairns 1999. Truncatoflabellum vigintifarium ingår i släktet Truncatoflabellum och familjen Flabellidae. Inga underarter finns listade i Catalogue of Life.